# Andrew Frost
Andrew „Andy“ Frost (* 17. April 1981) ist ein britischer Hammerwerfer.
Bei den Commonwealth Games wurde er 2006 in Melbourne für England startend Vierter. Für Schottland startend wurde er 2010 in Neu-Delhi Vierter und 2014 in Glasgow Neunter.
Zweimal wurde er Britischer Meister (2007, 2013) und fünfmal Schottischer Meister (2005–2008, 2010, 2011). Seine persönliche Bestleistung von 72,79 m stellte er am 22. Mai 2011 in Loughborough auf.